# Alesiella lineipennis
Alesiella lineipennis (лат.) — вид коротконадкрылых жуков, единственный в составе рода Alesiella Brunke and Solodovnikov, 2013 из подсемейства Staphylininae (Staphylinidae). Юго-Восточная Азия: Мьянма.

## Описание
Длина около 10 мм, окраска тела в основном красновато-коричневая; голова и переднегрудка темно-бурые или почти чёрные, блестящие; надкрылья и первые три тергита брюшка светло-коричневые; последние тергиты брюшка тёмно-коричневые. Глаза крупные, выпуклые. Мандибулы длинные с двумя зубцами. Таксон Alesiella сближают с родами Quelaestrygon, Lonia и Quediomacrus из трибы Staphylinini, от которых отличается двуцветным брюшком, квадратными или поперечными по форме 5-10-м члениками усиков, простернумом с продольным килем и другими морфологическими признаками.

## Систематика и этимология
Систематическое положение Alesiella внутри трибы Staphylinini до 2021 года оставалось неясным, род помещали в группу неопределённого положения (incertae sedis). Род сближали с представителями Quediomacrus genus group. Вид был первоначально описан в 1932 году под именем Quedius lineipennis Cameron, 1932 и выделен в отдельный род в 2013 году датскими колеоптерологами Адамом Брунке и Алексеем Солодовниковым (Adam J. Brunke, Alexey Solodovnikov; Zoological Museum, Natural History Museum of Denmark, Копенгагенский университет, Дания). Род был назван в честь крупного канадского энтомолога Алеся Сметаны (Ales Smetana, Оттава, Канада), внёсшего значительный вклад в изучение коротконадкрылых жуков и первым отметившим отличия вида Quedius lineipennis от прочих представителей Quedius.
В 2021 году включён в состав трибы Cyrtoquediini (ранее подтриба Cyrtoquediina).